# Ԇ
Ԇ, Ԇ – litera rozszerzonej cyrylicy, wykorzystywana w alfabecie Mołodcowa służącym do zapisu języka komi w latach 1920–1929 oraz 1936–1939. Litera ta służyła do oznaczania dźwięku [dzʲ].

## Kodowanie
| Znak                   | Ԇ                                 | Ԇ                                 | ԇ                               | ԇ                               |
| ---------------------- | --------------------------------- | --------------------------------- | ------------------------------- | ------------------------------- |
| Nazwa w Unikodzie      | cyrillic capital letter komi dzje | cyrillic capital letter komi dzje | cyrillic small letter komi dzje | cyrillic small letter komi dzje |
| Kodowanie              | dziesiątkowo                      | szesnastkowo                      | dziesiątkowo                    | szesnastkowo                    |
| Unicode                | 1286                              | U+0506                            | 1287                            | U+0507                          |
| UTF-8                  | 212 134                           | d4 86                             | 212 135                         | d4 87                           |
| Odwołania znakowe SGML | &#1286;                           | &#x0506;                          | &#1287;                         | &#x0507;                        |